# Witte van Haemstede

wapen van Witte van Haemstede

Witte van Haemstede (1280/1282 - tussen 16 januari en 26 december 1321) was een bastaardzoon van graaf Floris V van Holland. Hij werd een bekende figuur als de redder van het graafschap Holland toen hij in 1304 in de nabijheid van Haarlem een Vlaams leger zou hebben verslagen. De laatste jaren zijn er echter grote twijfels ontstaan of deze zogenaamde Slag bij Manpad wel heeft plaatsgevonden.

## Leven
Witte van Haemstede werd ca. 1281 geboren als bastaardzoon van Floris V bij Anna van Heusden. Het kerkelijk recht bepaalde dat buitenechtelijke kinderen niet konden worden erkend. Witte groeide op als de Witte van Heusden. Maar toen zijn vader in 1296 werd vermoord, kreeg hij van zijn halfbroer Jan I, die Floris V als graaf van Holland was opgevolgd, de heerlijkheid Haamstede in leen. Vanaf die tijd werd hij de Witte van Haemstede genoemd. Sommige bronnen noemen hem ook wel Witte van Holland, maar die benaming was niet correct. Haamstede ligt op het eiland Schouwen-Duiveland in het vroegere graafschap Zeeland. In 1299 nam hij deel aan het beleg van Dordrecht, waarbij hij het kasteel van Putten bezette. Hij overleed in 1321.

## De slag bij Haarlem
In 1304 trok Gwijde van Namen met een Vlaams leger op naar Zeeland. Witte was in Zierikzee en vluchtte over zee naar Zandvoort. Terwijl de Vlamingen oprukten en Delft bedreigden, wist hij een leger van poorters en boeren te mobiliseren. Volgens de legende plantte hij zijn vaandel op de top van De Blinkert bij Haarlem; hij wist met zijn leger de Vlamingen op de vlucht te jagen.

## Vondel en Van Lennep
- Witte van Haemstede speelt in de Gijsbrecht van Aemstel van Vondel een minder fraaie rol. In het vijfde en laatste bedrijf verkracht hij Klaeris van Velzen, moeder-overste van het Klaerissenklooster en vermoordt bisschop Gozewijn.
- In 1817 liet Jacob van Lennep, naast het Huis te Manpad een gedenkteken plaatsten, De Naald, waarop Witte van Haemstede wordt genoemd als de overwinnaar in de Slag aan het Manpad.

## Familie
Witte trouwde met zijn achternicht (ze waren verwant in de zesde graad) Agnes van der Sluis, dochter van Arnold van der Sluijs en diens tweede vrouw Agnes van der Lecke (dochter van Hendrik II van der Lecke, raad van Holland). Drie zoons worden genoemd in naslagwerken.
- Floris I of Frederik van Haemstede (ca. 1301 - Staveren, 27 september 1345): belangrijke hoveling van Willem IV van Holland, verkreeg functies en grote bezittingen in Zeeland, en verkreeg via zijn vrouw bezittingen van het huis Persijn in het Kennemerland en het Waterland. Nam deel aan verschillende oorlogen van Willem en sneuvelde samen met hem bij Staveren.
- Arnoud van Haemstede, genoemd als heer van Moermont, werd in 1348 waarschijnlijk vermoord door Wolfert III van Borselen.
- Jan van Haemstede, wordt genoemd in 1348.
- Gui of Gwijde van Haemstede, die ook bij de Slag van Warns zou zijn gesneuveld in 1345.

Enkele andere afstammelingen van Witte zijn:
- Jan II van Haemstede (ca. 1340 - voor 24 mei 1386): vocht een vete uit met Wolfert III van Borselen naar aanleiding van de moord op Arnoud van Haemstede. Uiteindelijk kocht Wolfert de familie van Haemstede af. Jan koos daarna de Hoekse kant en werd verbannen maar kreeg vier jaar later (tegen betaling) zijn functies en bezittingen weer terug.
- Arend II van Haemstede (1372 - 12 april 1433): dijkgraaf van Zuid-Beveland beoosten Yerseke, rentmeester van Zeeland beoosten Schelde, baljuw van Middelburg, baljuw van Brouwershaven.